# Архангельское (Алтайский край)
Архангельское — село в Алтайском крае России. Входит в городской округ город Славгород.

## История
Основано в 1909 году. В 1928 году село состояло из 201 хозяйства. Являлось центром Архангельского сельсовета Славгородского района Славгородского округа Сибирского края.

## Население
В 1928 году в посёлке проживало 1144 человека (550 мужчин и 594 женщины), основное население — украинцы.
| 1997 | 1998 | 1999 | 2000 | 2001 | 2002 | 2003 |
| ---- | ---- | ---- | ---- | ---- | ---- | ---- |
| 455  | ↗460 | ↗464 | ↘455 | ↘418 | ↘393 | ↘362 |
| 2004 | 2005 | 2006 | 2007 | 2008 | 2009 | 2010 |
| ↗377 | ↘339 | ↗343 | ↘331 | ↘328 | ↘316 | ↘297 |
| 2011 | 2012 | 2013 |      |      |      |      |
| ↗299 | ↘287 | ↘282 |      |      |      |      |